# Edwin Moses
Edwin Corley Moses (nacido el 31 de agosto de 1955) es un atleta estadounidense retirado especialista en los 400 m vallas, que ganó medalla de oro en los 400 m vallas en los Juegos Olímpicos de 1976 y 1984. Entre 1977 y 1987, Moses ganó 107 finales consecutivas (122 carreras consecutivas) y estableció el récord mundial en la prueba en cuatro ocasiones hasta dejarlo en 47,02 en 1983. Además de sus logros como corredor, Moses también fue un innovador reformador en las áreas de elegibilidad olímpica y control antidopaje. En 2000, fue elegido primer Presidente de la Laureus World Sports Academy, una organización internacional de servicio de atletas de talla mundial.
Además de destacar en el deporte era un gran estudiante. Obtuvo una beca para ir al Morehouse College en Atlanta, donde estudió física e ingeniería, compaginándolo con las competiciones atléticas. 

## Competencias
Tras aceptar una beca académica en el Morehouse College de Atlanta, Georgia, se especializó en física e ingeniería industrial, al tiempo que competía en el equipo de atletismo del centro. Morehouse no tenía pista propia, por lo que Moses utilizaba las instalaciones de los institutos públicos de la ciudad para entrenar y correr. Inicialmente, Moses competía sobre todo en las 110 m con vallas y los 400 m lisos. Antes de marzo de 1976, sólo corrió una carrera de 400 m vallas, pero una vez que empezó a centrarse en la prueba, hizo notables progresos. Con su 1,90 de estatura, la técnica característica de Moses consistía en dar 13 pasos consistentes entre cada una de las vallas, alejándose en la segunda mitad de la carrera, ya que sus rivales a menudo daban 15 zancadas  o cambiaban su patrón de zancada. Ese año, se clasificó para el equipo estadounidense de los Juegos Olímpicos de Verano de 1976 en Montreal. 
En la ciudad canadiense sorprendió a propios y a extraños, dominando la final celebrada el 25 de julio de 1976 con una superioridad insultante y batiendo el récord mundial de la distancia, que ostentaba el ugandés John Akii-Bua desde los Juegos de Múnich 1972. Con un tiempo de 47,63, le sacó más de un segundo al medallista de plata, su compatriota Mike Shine (48,69), y casi dos segundos al tercero, el soviético Gavrilenko (49,45) Fue el único atleta de Estados Unidos que ganó una prueba individual en atletismo en estos juegos.
Durante más de diez años fue el dominador absoluto de esta prueba. El 11 de junio de 1977 batió de nuevo su propio récord mundial en Westwood, California, dejándolo en 47,45. 
Poco después, el 26 de agosto, sufrió una derrota en una competición celebrada en Berlín ante el alemán Harald Schmidt. A la semana siguiente se tomó la revancha sobre Schmidt derrotándole en la ciudad de Düsseldorf por una amplia ventaja. Esto fue el inicio de una de las rachas victoriosas más impresionantes en la historia del atletismo y del deporte en general, pues durante los siguientes 10 años permaneció imbatido, sumando 122 victorias consecutivas hasta que fue derrotado el 4 de junio de 1987 en el estadio Vallehermoso de Madrid por Danny Harris. 
Moses perdió la oportunidad de ganar la medalla de oro en los Juegos Olímpicos de Moscú 1980 a causa del boicot político decidido por su país. La suya hubiera sido quizá la medalla más segura de los Juegos, pues por esa época su superioridad sobre el resto era abrumadora. Su tercer récord del mundo lo estableció precisamente en 1980, en Milán, con 47,13.
Moses ganó con facilidad el oro en los I Campeonatos del Mundo de Atletismo, celebrados en Helsinki, Finlandia, en 1983. Poco después de esta competición, el 31 de agosto estableció en la ciudad de Coblenza, Alemania, su cuarto y definitivo récord del mundo, con 47,02, precisamente en el día de su cumpleaños. Este récord permanecería vigente hasta que fue batido por el también estadounidense Kevin Young en los Juegos Olímpicos de Barcelona 1992.
Al año siguiente en los Juegos Olímpicos de Los Ángeles 1984 ganó su segundo título de campeón olímpico, con una discreta marca para él de 47,75, pero inalcanzable para sus adversarios. Danny Harris fue plata (48,13), y Harald Schmidt bronce (48,19).
De los Juegos de Los Ángeles merece destacarse también que fue el deportista elegido para prestar el juramento olímpico en la ceremonia inaugural. Se hizo popular su imagen en una comprometida situación cuando víctima del nerviosismo no recordaba las palabras que debía pronunciar, aunque finalmente solventó la situación.
Pese a su derrota en Madrid en 4 de junio de 1987, ese verano siguió siendo el mejor del mundo y revalidó en Roma su título de campeón del mundo con 47,46
Su último año en las pistas fue 1988. Pese a ser un veterano de 33 años seguía siendo el favorito para ganar el oro en los Juegos Olímpicos de Seúl 1988. Sin embargo no pudo aguantar el empuje de su compatriota Andre Phillips que hizo la carrera de su vida y con 47,19 se llevó la medalla de oro, y tampoco con el senegalés Amadou Día Ba, segundo con 47,23. Edwin Moses se tuvo que conformar con la medalla de bronce (47,56) lo que para él suponía un fracaso en toda regla. Esto le llevó a poner fin a su extraordinaria carrera deportiva, en la que lo ganó absolutamente todo.
Ganó los 400 m vallas en tres ediciones de la Copa del Mundo (1977, 1979 y 1981)
En su país fue reconocido con el prestigioso Jesse Owens Award en 1981 y con el Sullivan Award en 1983. 
Moses también se distinguió en la lucha contra el dopaje en el deporte.
En 1985 fue protagonista de un desagradable incidente cuando fue detenido en Los Ángeles por solicitar los servicios de una prostituta que resultó ser una policía encubierta.
Después de retirarse del atletismo probó suerte en el deporte del bobsleigh y en 1990 llegó a ganar una medalla de bronce en la Copa del Mundo celebrada en Winterburg, Alemania, junto a su compatriota Brian Shimer.
En 2000, fue elegido el primer presidente de la Laureus World Sports Academy, una organización de servicio internacional de atletas de clase mundial.
Actualmente vive en Atlanta.

## Reformas de elegibilidad
En 1979, Moses pidió una excedencia en su trabajo en General Dynamics para dedicarse a correr a tiempo completo. En los dos años siguientes, desempeñó un papel decisivo en la reforma de las normas de elegibilidad internacionales y olímpicas. A instancias suyas, se creó un programa de Fondo Fiduciario para los Atletas que permitiera a los atletas beneficiarse de estipendios, pagos directos y patrocinios comerciales, tanto públicos como privados, sin poner en peligro su elegibilidad olímpica. Moses presentó el plan a Juan Antonio Samaranch, Presidente del Comité Olímpico Internacional, y el concepto fue ratificado en 1981. Este fondo es la base de muchos programas de subsistencia, estipendios y apoyo corporativo a los atletas olímpicos, incluidos los Programas de Ayuda Directa a los Atletas del Comité Olímpico de Estados Unidos.

## Premios
A pesar del boicot liderado por EE. UU. que le impidió competir en los juegos de verano en Moscú, Moses fue el atleta del año de Track & Field News de 1980. Un año más tarde, se convirtió en el primer ganador del Premio Jesse Owens de USA Track & Field como destacado atleta de EE. UU. en 1981. Recibió el Premio James E. Sullivan de la AAU como atleta aficionado destacado en los Estados Unidos en 1983. Fue nombrado como el Atleta del año en 1984 de la Wide World of Sports. Moses también compartió el Deportista del año de Sports Illustrated con la gimnasta estadounidense gimnasta Mary Lou Retton en 1984, el mismo año que tomó el Juramento del Atleta para los Juegos Olímpicos de Verano de 1984.
En 1984, su ciudad natal de Dayton cambió el nombre de Miami Boulevard West y Sunrise Avenue a "Edwin C. Moses Boulevard". En 1999, Moses ocupó el puesto 47 en "ESPN's SportCentury 50 Greatest Athletes".

## Pruebas de drogas
Como administrador deportivo, Moses participó en el desarrollo de una serie de políticas antidrogas y ayudó a la comunidad de atletismo a desarrollar uno de los sistemas de pruebas de detección de drogas aleatorias en competición más estrictos del deporte. En diciembre de 1988, diseñó y creó el primer programa de pruebas aleatorias de detección de drogas fuera de competición para deportes aficionados. Durante muchas décadas, Moses ha sido un líder en la creación de una estructura y protocolos que han reducido significativamente el uso de productos farmacéuticos ilegales para mejorar el rendimiento en el atletismo.